# Kabinet-Thorning-Schmidt I
Het kabinet–Thorning-Schmidt I was de regering van het Koninkrijk Denemarken van 3 oktober 2011 tot 30 januari 2014.

## Kabinet–Thorning-Schmidt I (2011–2014)
| Ambtsbekleder                          | Ambtsbekleder           | Ambtsbekleder                  | Functie                                                | Ambtstermijn     | Ambtstermijn     | Partij |
| -------------------------------------- | ----------------------- | ------------------------------ | ------------------------------------------------------ | ---------------- | ---------------- | ------ |
|                                        | Helle Thorning-Schmidt  | Helle Thorning- Schmidt (1966) | Premier                                                | 3 oktober 2011   | 27 juni 2015     | SD     |
|                                        | Margrethe Vestager      | Margrethe Vestager (1968)      | Vicepremier                                            | 3 oktober 2011   | 1 september 2014 | RV     |
| Minister van Binnenlandse Zaken        | Margrethe Vestager      | Margrethe Vestager (1968)      |                                                        | 3 oktober 2011   | 1 september 2014 | RV     |
| Minister van Economische Zaken         | Margrethe Vestager      | Margrethe Vestager (1968)      |                                                        | 3 oktober 2011   | 1 september 2014 | RV     |
|                                        | Villy Søvndal           | Villy Søvndal (1952)           | Minister van Buitenlandse Zaken                        | 3 oktober 2011   | 13 december 2013 | SF     |
|                                        | Holger Kirkholm Nielsen | Holger Kirkholm Nielsen (1950) | Minister van Buitenlandse Zaken                        | 13 december 2013 | 30 januari 2014  | SF     |
|                                        | Bjarne Corydon          | Bjarne Corydon (1973)          | Minister van Financiën                                 | 3 oktober 2011   | 28 juni 2015     | SD     |
|                                        | Morten Bødskov          | Morten Bødskov (1970)          | Minister van Justitie                                  | 3 oktober 2011   | 13 december 2013 | SD     |
|                                        | Karen Hækkerup          | Karen Hækkerup (1974)          | Minister van Justitie                                  | 13 december 2013 | 10 oktober 2014  | SD     |
|                                        | Ole Sohn                | Ole Sohn (1954)                | Minister van Industrie en Handel                       | 3 oktober 2011   | 16 oktober 2012  | SF     |
|                                        | Annette Vilhelmsen      | Annette Vilhelmsen (1959)      | Minister van Industrie en Handel                       | 16 oktober 2012  | 10 augustus 2013 | SF     |
|                                        | Henrik Sass Larsen      | Henrik Sass Larsen (1966)      | Minister van Industrie en Handel                       | 10 augustus 2013 | 28 juni 2015     | SD     |
|                                        | Nick Hækkerup           | Nick Hækkerup (1968)           | Minister van Defensie                                  | 3 oktober 2011   | 10 augustus 2013 | SD     |
|                                        | Nicolai Wammen          | Nicolai Wammen (1971)          | Minister van Defensie                                  | 10 augustus 2013 | 28 juni 2015     | SD     |
|                                        | Astrid Krag             | Astrid Krag (1982)             | Minister van Volksgezondheid                           | 3 oktober 2011   | 30 januari 2014  | SF     |
|                                        | Karen Hækkerup          | Karen Hækkerup (1974)          | Minister van Sociale Zaken                             | 3 oktober 2011   | 10 augustus 2013 | SD     |
| Minister voor Immigratie en Integratie | Karen Hækkerup          | Karen Hækkerup (1974)          |                                                        | 3 oktober 2011   | 10 augustus 2013 | SD     |
|                                        | Annette Vilhelmsen      | Annette Vilhelmsen (1959)      | Minister van Sociale Zaken                             | 10 augustus 2013 | 30 januari 2014  | SF     |
| Minister voor Immigratie en Integratie | Annette Vilhelmsen      | Annette Vilhelmsen (1959)      |                                                        | 10 augustus 2013 | 30 januari 2014  | SF     |
|                                        | Mette Frederiksen       | Mette Frederiksen (1977)       | Minister van Arbeid                                    | 3 oktober 2011   | 10 oktober 2014  | SD     |
|                                        | Christine Antorini      | Christine Antorini (1965)      | Minister van Onderwijs                                 | 3 oktober 2011   | 28 juni 2015     | SD     |
|                                        | Morten Østergaard       | Morten Østergaard (1976)       | Minister van Hoger Onderwijs Wetenschap en Technologie | 3 oktober 2011   | 30 januari 2014  | RV     |
|                                        | Henrik Dam Kristensen   | Henrik Dam Kristensen (1957)   | Minister van Transport                                 | 3 oktober 2011   | 10 augustus 2013 | SD     |
|                                        | Pia Olsen Dyhr          | Pia Olsen Dyhr (1971)          | Minister van Transport                                 | 10 augustus 2013 | 30 januari 2014  | SF     |
|                                        | Carsten Hansen          | Carsten Hansen (1957)          | Minister van Huisvesting                               | 3 oktober 2011   | 28 juni 2015     | SD     |
|                                        | Mette Gjerskov          | Mette Gjerskov (1966–2023)     | Minister van Landbouw en Visserij                      | 3 oktober 2011   | 10 augustus 2013 | SD     |
|                                        | Karen Hækkerup          | Karen Hækkerup (1974)          | Minister van Landbouw en Visserij                      | 10 augustus 2013 | 13 december 2013 | SD     |
|                                        | Dan Jørgensen           | Dan Jørgensen (1975)           | Minister van Landbouw en Visserij                      | 13 december 2013 | 28 juni 2015     | SD     |
|                                        | Martin Lidegaard        | Martin Lidegaard (1966)        | Minister van Klimaat en Energie                        | 3 oktober 2011   | 30 januari 2014  | RV     |
|                                        | Ida Auken               | Ida Auken (1978)               | Minister van Milieu                                    | 3 oktober 2011   | 30 januari 2014  | SF     |
|                                        | Uffe Elbæk              | Uffe Elbæk (1954)              | Minister van Cultuur                                   | 3 oktober 2011   | 5 december 2012  | RV     |
|                                        | Marianne Jelved         | Marianne Jelved (1943)         | Minister van Cultuur                                   | 5 december 2012  | 28 juni 2015     | RV     |
|                                        | Manu Sareen             | Manu Sareen (1968)             | Minister voor Noorse Samenwerking                      | 3 oktober 2011   | 30 januari 2014  | RV     |
| Minister voor Godsdienst               | Manu Sareen             | Manu Sareen (1968)             |                                                        | 3 oktober 2011   | 30 januari 2014  | RV     |
| Minister voor Gelijkheid               | Manu Sareen             | Manu Sareen (1968)             |                                                        | 3 oktober 2011   | 30 januari 2014  | RV     |
|                                        |                         | Christian Friis Bach (1966)    | Minister voor Ontwikkelings- samenwerking              | 3 oktober 2011   | 20 november 2013 | SD     |
|                                        | Rasmus Helveg Petersen  | Rasmus Helveg Petersen (1968)  | Minister voor Ontwikkelings- samenwerking              | 20 november 2013 | 30 januari 2014  | RV     |

Kristensen ·
Hedtoft I ·
Hedtoft II ·
Eriksen ·
Hedtoft III ·
Hansen I ·
Hansen II ·
Kampmann I ·
Kampmann II ·
Krag I ·
Krag II ·
Baunsgaard ·
Krag III ·
Jørgensen I ·
Hartling ·
Jørgensen II ·
Jørgensen III ·
Jørgensen IV ·
Jørgensen V ·
Schlüter I ·
Schlüter II ·
Schlüter III ·
Schlüter IV ·
P.N. Rasmussen I ·
P.N. Rasmussen II ·
P.N. Rasmussen III ·
P.N. Rasmussen IV ·
A.F. Rasmussen I ·
A.F. Rasmussen II ·
A.F. Rasmussen III ·
L.L. Rasmussen I ·
Thorning-Schmidt I ·
Thorning-Schmidt II ·
L.L. Rasmussen II ·
L.L. Rasmussen III ·
Frederiksen I ·
Frederiksen II